# Ärzteschwemme
Der Begriff der Ärzteschwemme ist eine metaphorische Wortschöpfung aus den 1980er Jahren, als in Deutschland vor einer zunehmenden Zahl von approbierten Medizinern gegenüber einer nicht angemessenen Anzahl von zu besetzenden Stellen im medizinischen Bereich gewarnt wurde. Die für Mediziner in Deutschland schwierige Arbeitsmarktsituation bestand im Zeitraum von 1982 bis 2002.

## Deutschland
Ausgebildeten Medizinern drohte in Deutschland etwa ab 1982 die Arbeitslosigkeit, als erstmals die Zahl der Bewerber diejenige der offenen Stellen überstieg. Eine Folge war unter anderem die 1983 beschlossene Einführung der 18-monatigen Phase des Arztes im Praktikum im Jahre 1988, die einen Arzt finanziell schlechter stellte als übriges qualifiziertes Krankenhauspersonal mit einigen Berufsjahren. 
Im Jahre 1997 erreichte die Arbeitslosigkeit in Deutschland ihren Höhepunkt. Im Januar 1997 verzeichnete die Bundesanstalt für Arbeit 10.594 arbeitslos gemeldete Ärzte.
Im Zeitraum 1995 bis 2006 stieg die Zahl der niedergelassenen Ärzte in Deutschland von 117.578 auf 134.798 und die der beschäftigten Krankenhausärzte von 132.736 auf 146.511. Deutschland bildet relativ gezählt mit rund 12 Absolventen pro 100.000 Einwohner doppelt so viele Ärzte wie in den USA aus, während absolut gezählt rund 10.000 ausgebildete Medizinern pro Jahr die zweithöchste Zahl nach den USA darstellt. Die Arbeitslosigkeit unter Medizinern ging zugleich erheblich zurück. Seit etwa 2002 wird von einem Ärztemangel gesprochen. Die sinkende Attraktivität der Arbeitsbedingungen führte zum Ärztestreik in Deutschland 2006.

## Schweiz
Eine mögliche Ärzteschwemme in der Schweiz wird seit 2005 diskutiert, da eine gegenseitige Öffnung der Arbeitsmärkte der Schweiz und der Europäischen Union stattfindet. Gleichzeitig wird aber auch über einen Ärztemangel gesprochen. Schon im Oktober 2007 warnte der Schweizerische Wissenschaftsrat vor einem drohenden Ärztemangel, da die Schweiz nur knapp 1000 Studienplätze anbiete. Der Mangel betrifft vor allem Psychiater, sowie Allgemeinmediziner in den Kernstädten und in peripheren Gemeinden.
Der seit 2001 bestehende Zulassungsstopp für Ärzte aus dem Ausland wurde 2016 um drei Jahre verlängert.
Medien berichteten 2016 von einem Ärztemangel in der Schweiz. Dieser sei vor allem darauf zurückzuführen, dass ausgebildete Ärzte den Beruf wechselten und in verwandte Branchen, vor allem die Pharmaindustrie und die Medizinaltechnik, tätig würden. Als Gründe nennen befragte Ärzte, so eine Studie des Büros Vatter und des Forschungsinstituts GFS, die Arbeitsbedingungen mit über 50 Wochenstunden und einem Schichtbetrieb, der sich nur schwer mit der Familie vereinbaren lasse.